# Sebastian Nay
Sebastian Nay (* 10. Februar 1966 in Berlin; † 13. Februar 2023 in München) war ein deutscher Jazz-Schlagzeuger.

## Leben und Wirken
Nay wurde 1966 als Sohn von Joe Nay in Berlin geboren. Er wuchs in Lausham auf, heute ein Gemeindeteil von Reichertshausen, und ging dort sowie in Pfaffenhofen an der Ilm zur Schule. Schon in frühen Jahren trat er in die Fußstapfen seines Vaters und studierte später Jazz-Schlagzeug an der Hochschule für Musik Würzburg.
1995 gründete Nay zusammen mit Christoph Hörmann und Bernhard „Wacky“ Singer die Künstlerwerkstatt Pfaffenhofen, in der bis 2019 regelmäßig Konzerte stattfanden. Dort spielte Nay mit Ack van Rooyen, Karl Ratzer, Don Braden, Tony Lakatos, Leszek Zadlo, Allan Praskin, Adrian Mears und Dusko Goykovich. Nach dem Wegfall der festen Spielstätte wurden Konzerte auf verschiedenen Bühnen veranstaltet.
2007 trat Nay mit dem Würzburg Jazz Orchestra auf. In verschiedenen Besetzungen spielte er mit der Pianistin Tine Schneider.
2016 präsentierte Nay mit einem Septett die Musik seines Vaters. Zuletzt war er mit dem HörmanNay Quartett (Christoph Hörmann, Johannes Ochsenbauer, Paul Brändle) sowie dem PentlandNay Quartett (Sean Pentland, Jerry Bergonzi, Phil Grenadier) unterwegs.
Nay starb am 13. Februar 2023 in München an einem Herzinfarkt. Er hatte drei erwachsene Söhne.